# Lollardi
Lollardi byli středověkým anglickým náboženským hnutím, které chtělo reformovat katolickou církev. Ta je však prohlásila za kacíře a pronásledovala.
Lollardi se hlásili k Viklefovým reformním názorům, ale jeho učení si přizpůsobili a zjednodušili. Viklefovy radikální myšlenky byly dost silné, aby inspirovaly hnutí, které odolávalo perzekuci více než sto let a vytvořilo svou vlastní literaturu. Lidové hnutí anglických lollardů se podobalo valdenskému hnutí, ale nebyli jím nijak ovlivněni. Lollardi zprostředkovávali Viklefovy názory širší veřejnosti. Hnutí se rozvíjelo z univerzitních kruhů k méně vzdělaným vrstvám. Přibližně od roku 1380 podnikali někteří kněží, mezi nimi i členové oxfordské univerzity, kazatelské cesty po celé zemi. Ostentativně zachovávali chudobu a pravděpodobně již užívali překladů Písma svatého, do kterého se na Viklefovu žádost pustili dva jeho žáci Mikuláš Hereford a Jan Purvey. Univerzitní lollardství postupně vymizelo, protože v řadách profesorů už nemělo své zastánce. Kázat začali kaplané a laikové a lollardství se postupně radikalizovalo. To už byli kazatelé stíháni ze strany katolické církve, docházelo k jejich věznění nebo dokonce upalování. Aby se zaplnily mezery vzniklé jejich pronásledováním, docházelo až do počátku 15. století k tajným svěcením.
Jako lollardi byli velmi brzy označováni věřící, které pro své přesvědčení získali Viklefovi žáci. Ve Flandrech a v Anglii se jednalo o pejorativní označení, které naráželo na jejich puritánskou přísnost a svědomitou zbožnost. Lollardi nakonec přisuzovali nejdůležitější místo morálce. Nekladli důraz na teologickou stavbu Viklefova učení, ale starali se pouze o praktické požadavky. Vyžadovali především zjednodušení obřadů, odstranění klerikální společnosti a sekularizaci majetku duchovních.
Nejvýznamnějším světským vůdcem hnutí byl John Oldcastle, následovík Jana Viklefa a vzdělaný dvořan Jindřicha V., který si dopisoval s Janem Husem). Již roku 1412 byl uvězněn pro své viklefovské názory, ale podařilo se mu s pomocí lollardů uprchnout. V roce 1414 připravoval povstání, při němž chtěl zajmout královskou rodinu. Povstání však bylo prozrazeno, povstalci pobiti a 69 zajatců bylo popraveno. Oldcastle, jemuž Jindřich V. opakovaně nabízel milost pokud odvolá své názory, uprchl na venkov. V roce 1417 však byl zatčen a upálen. Podle některých názorů (např. Martin Hilský) byl právě Oldcastle předlohou Shakespearovy postavy Johna Falstaffa.
Jiné povstání připravoval v roce 1431 Vilém Perkins, který hlásal konfiskaci všeho bohatství, ať už byli jeho držiteli laici nebo kněží. Také neměl úspěch. Tím se jenom prohlubovala nenávist vrchnosti vůči stoupencům Viklefova učení. Represe byla ještě tvrdší, hnutí které postihla se muselo stále obezřetněji skrývat. Přes pronásledování se udrželi až do reformace v 16. století a společně s vlivy německé reformace se stali podhoubím pro rychlý rozmach anglické reformace.
Lollardské hnutí našlo odezvu v Čechách, kde mělo prokazatelný vliv na husitství. Na začátku husitské revoluce přijel do Prahy významný viklefovec a příznivec lollardů Petr Payne (zvaný Engliš), který se zakrátko stal jedním z nejvýznamnějších představitelů české reformace.